# Tigroid
Tigroid, znane też jako tygroid, ciałka Nissla, ziarenka Nissla, ziarnistości Nissla (łac. Globule substantiae basophilicae) – grudki substancji zasadochłonnej w komórkach nerwowych (neuronach) znajdowane w ciałach komórek nerwowych i dendrytach. Tigroid jest specyficzną dla neuronów postacią szorstkiej siateczki śródplazmatycznej i miejscem intensywnej syntezy białek (jest skupieniem rybosomów oraz RNA). Obecność tigroidu jest jedną z przyczyn szarej barwy skupisk ciał komórek nerwowych – stąd noszą one nazwę istoty szarej. Zostały opisane w 1894 roku przez Franza Nissla. Nazwę "tigroid" należy z kolei kojarzyć z tygrysem (Panthera tigris) – z powodu wyglądu tychże grudek.